# Børge Frederiksen
Børge Frederiksen (* um 1920; † nach 1950) war ein dänischer Badmintonspieler.

## Karriere
Børge Frederiksen wurde 1943 dänischer Meister im Doppel mit Jesper Bie. 1947 gewann er die Denmark Open mit Tage Madsen und 1948 die All England mit Preben Dabelsteen. Ein Jahr später siegte er sowohl bei den dänischen Einzelmeisterschaften als auch bei den Denmark Open.

## Sportliche Erfolge
| Saison    | Veranstaltung                   | Disziplin    | Platz | Name                                                        |
| --------- | ------------------------------- | ------------ | ----- | ----------------------------------------------------------- |
| 1942/1943 | Dänemark: Einzelmeisterschaften | Herrendoppel | 1     | Jesper Bie, København BK / Børge Frederiksen, Skovshoved IF |
| 1947      | Denmark Open                    | Herrendoppel | 1     | Børge Frederiksen / Tage Madsen                             |
| 1948      | All England                     | Herrendoppel | 1     | Preben Dabelsteen / Børge Frederiksen                       |
| 1948      | Denmark Open                    | Herrendoppel | 1     | Børge Frederiksen / Tage Madsen                             |
| 1948/1949 | Dänemark: Einzelmeisterschaften | Herrendoppel | 1     | Tage Madsen / Børge Frederiksen, Skovshoved IF              |
| 1949      | Denmark Open                    | Mixed        | 1     | Børge Frederiksen / Tonny Ahm                               |
| 1950      | All England                     | Herrendoppel | 2     | Poul Holm / Børge Frederiksen                               |